# کرومیدووو
کرومیدووو (به بلغاری: Kromidovo) یک منطقهٔ مسکونی در بلغارستان است که در شهرستان پتریچ واقع شده‌است.